# 回旋辐射
回旋辐射是非相对论性的带电粒子在磁场中受到洛伦兹力的作用产生的辐射。:289ff

## 回旋辐射的功率
非相对论电子的回旋辐射的总功率可以表示成：
{\displaystyle P={\frac {2}{3}}r_{0}^{2}c\beta ^{2}B^{2}\sin ^{2}\alpha =1.6\times 10^{-15}\beta ^{2}B^{2}\sin ^{2}\alpha \quad (\mathrm {erg/s} )}
上式采用高斯单位制，{\displaystyle \beta =v/c}，是电子速率与光速的比；{\displaystyle r_{0}=e^{2}/m_{0}c^{2}}是电子经典半径，α是电子速率与磁场的夹角。可见，非相对论性电子回旋辐射的功率与其能量平方成正比（即与β的平方成正比），与磁场强度的平方成正比。对于具有各向同性速度分布的电子，平均辐射功率：
{\displaystyle {\bar {P}}={\frac {4}{9}}r_{0}^{2}c\beta ^{2}B^{2}=1.1\times 10^{-15}\beta ^{2}B^{2}\quad (\mathrm {erg/s} )}

## 回旋辐射的谱分布
电子在均匀的磁场中受洛伦兹力的作用，进行圆周运动。回旋辐射的基频为电子在磁场中的回旋频率。如果不考虑电子质量的相对论改正，回旋频率为拉摩频率，：
{\displaystyle \omega _{L}={\frac {eB}{m_{0}c}}=1.8\times 10^{7}B\mathrm {/s} }
如果考虑电子的相对论改正，回旋频率不再为拉摩频率，而是{\displaystyle \omega _{0}=\omega _{L}/\gamma }。回旋辐射几乎全部能量都集中在基频{\displaystyle \omega _{0}}上。除此之外，回旋辐射还有一系列较弱的分立谱线。

## 回旋辐射的角分布
由于回旋辐射大部分能量集中在基频上，因此可以用基频辐射的角分布代替整个回旋辐射的角分布。回旋辐射的角分布大体上是各向同性的，在沿着磁场的方向辐射最强，垂直磁场的方向辐射最弱，前者强度为后者的2倍。

## 回旋辐射的偏振特性
回旋辐射在沿着磁场的方向为圆偏振，垂直磁场的方向为线偏振。其余方向为椭圆偏振。

## 回旋辐射的轮廓
实际情况中，回旋辐射的谱线往往具有一定宽度，主要是由以下机制造成的：
- 谱线的自然宽度造成的辐射展宽，形状为洛伦兹谱型；
- 电子在回旋运动中和其他粒子相撞造成的碰撞展宽，形状为洛伦兹谱型；
- 电子热运动的多普勒效应导致的谱线宽度，形状为高斯谱型；
- 相对论效应导致不同速度的电子具有不同的质量
- 辐射自吸收导致的谱线展宽；
- 磁场的不均匀导致的谱线展宽。

谱线的宽度往往不是仅仅由一种机制引起的，而是由几种机制联合导致的，因此一般情况下谱线形状既不是洛伦兹谱型也不是高斯谱型。